# Bart Buysse
Bart Buysse (Bruges, 16 ottobre 1986) è un ex calciatore belga, di ruolo difensore.

## Carriera

### Club
Ha giocato nella prima divisione belga ed in quella olandese.

### Nazionale
Ha giocato nelle nazionali giovanili belghe Under-19 ed Under-21.

## Palmarès

### Club

#### Competizioni nazionali
- Coppa dei Paesi Bassi: 1

Twente: 2010-2011
- Supercoppa dei Paesi Bassi: 2

Twente: 2010, 2011